# 아산 분기점
아산 분기점(Asan Junction, 牙山 分岐點)은 충청남도 아산시 인주면 냉정리에 설치될 예정인 익산평택고속도로와 당진청주고속도로가 만나는 분기점이다.

## 역사
- 2020년 11월 20일 : 2026년까지 인주 ~ 염치 구간 고속도로 신설을 위해 충청남도 아산시 인주면 냉정리 ~ 염치읍 염성리 7.16km 구간 도로구역 결정[1]

## 구조물 정보
- 위치 : 충청남도 아산시 인주면 냉정리

## 접속하는 노선

### 익산・평택방면
- 익산평택고속도로

### 당진・청주방면
- 당진청주고속도로